# Malino (Indonésie)
Pour les articles homonymes, voir Malino.
Malino (en langue bugis et makassar: ᨆᨒᨗᨊᨚ) est une station de montagne dans le kabupaten de Gowa dans la province indonésienne de Sulawesi du Sud. Située à 90 km à l'est de Makassar, elle s'étage de 1 000 à 1 700 mètres d'altitude dans un milieu frais et humide, souvent brumeux, où les températures de jour ne dépassent jamais 26 °C et où il peut faire 12 °C la nuit.

## Tourisme

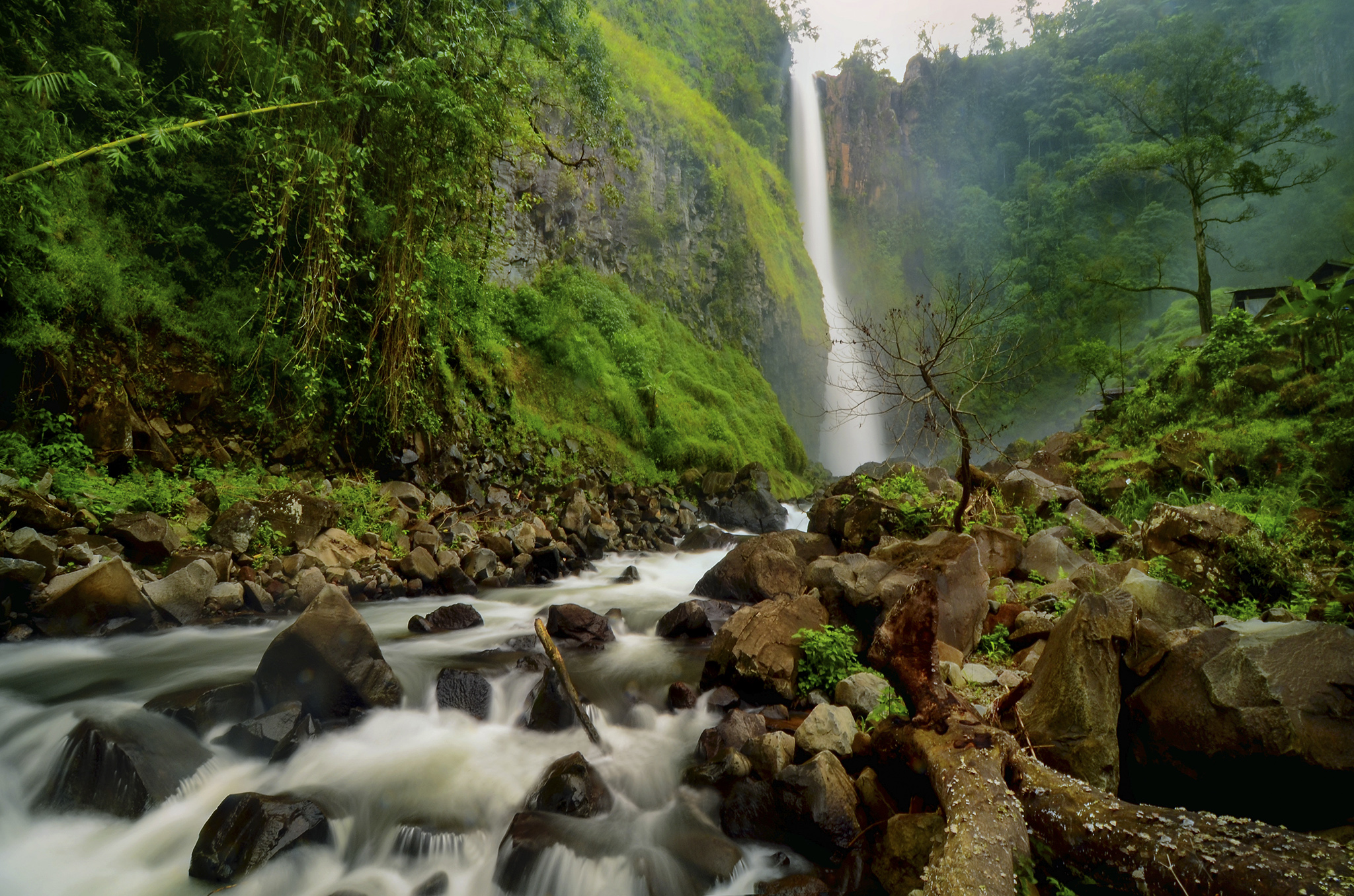
Chute d'eau à Malino

Les touristes, souvent javanais, viennent à Malino chercher la fraîcheur, la dégustation des thés et de la gastronomie locale, et des randonnées sur les sentiers aménagés.

## Conférence de Malino

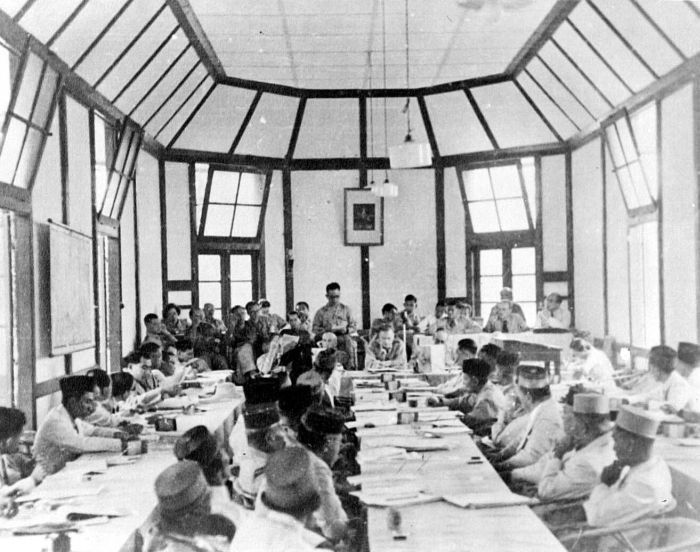
La conférence de Malino

En 1946, pendant la révolution nationale indonésienne, le village fut le lieu de la conférence de Malino organisée par les Néerlandais.